# Force de Raid
La Force de Raid fu una formazione navale militare della Marine nationale francese, costituita allo scoppio della seconda guerra mondiale nel settembre 1939 con le migliori e più moderne unità in quel momento in servizio con la flotta.
Di base a Brest al comando del vice ammiraglio Marcel Gensoul, scopo della Force de Raid era quello di impedire sortite e incursioni della Kriegsmarine tedesca nelle acque dell'oceano Atlantico, ma vide poche azioni degne di nota; trasferita a Mers-el-Kébir, fu coinvolta nell'attacco britannico alla base il 3 luglio 1940 e in seguito sciolta come unità separata dal resto della flotta.

## Storia

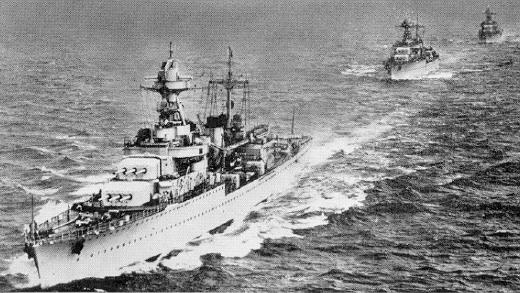
L'incrociatore Georges Leygues in navigazione con altre unità della classe La Galissonnière

La Force de Raid venne creata nell'immediatezza dell'entrata in guerra della Francia, con lo scopo primario di contrastare attacchi tedeschi al traffico mercantile anglo-francese nell'Atlantico settentrionale; la forza riuniva le unità migliori, più recenti e veloci della flotta francese, ovvero i due incrociatori da battaglia della classe Dunkerque, i tre più recenti incrociatori leggeri della classe La Galissonnière, i due grossi cacciatorpediniere della classe Mogador e i sei cacciatorpediniere della classe Le Fantasque, oltre alla portaerei Béarn che, benché lenta e obsoleta, era l'unica unità portaeromobili in forza alla Marina francese. Gli incrociatori e la portaerei formavano la 1ª Squadra navale sotto il comando diretto del vice ammiraglio Marcel Gensoul, mentre i cacciatorpediniere di scorta erano riuniti nella 2ª Squadra leggera del contrammiraglio Émile-Marie Lacroix.
Gli incrociatori da battaglia (o "corazzate veloci") della classe Dunkerque erano quantomai richiesti dagli alti comandi Alleati: per i primi dieci mesi del conflitto, i Dunkerque della Force de Raid furono le sole moderne unità da battaglia capaci di contrastare efficacemente le unità tedesche classe Scharnhorst, visto che i vecchi incrociatori da battaglia britannici HMS Repulse, HMS Renown e HMS Hood avevano una velocità simile agli Scharnhorst ma un'inadeguata corazzatura orizzontale che li proteggesse da bombe d'aereo e proiettili di grosso calibro sparati a lunga distanza.

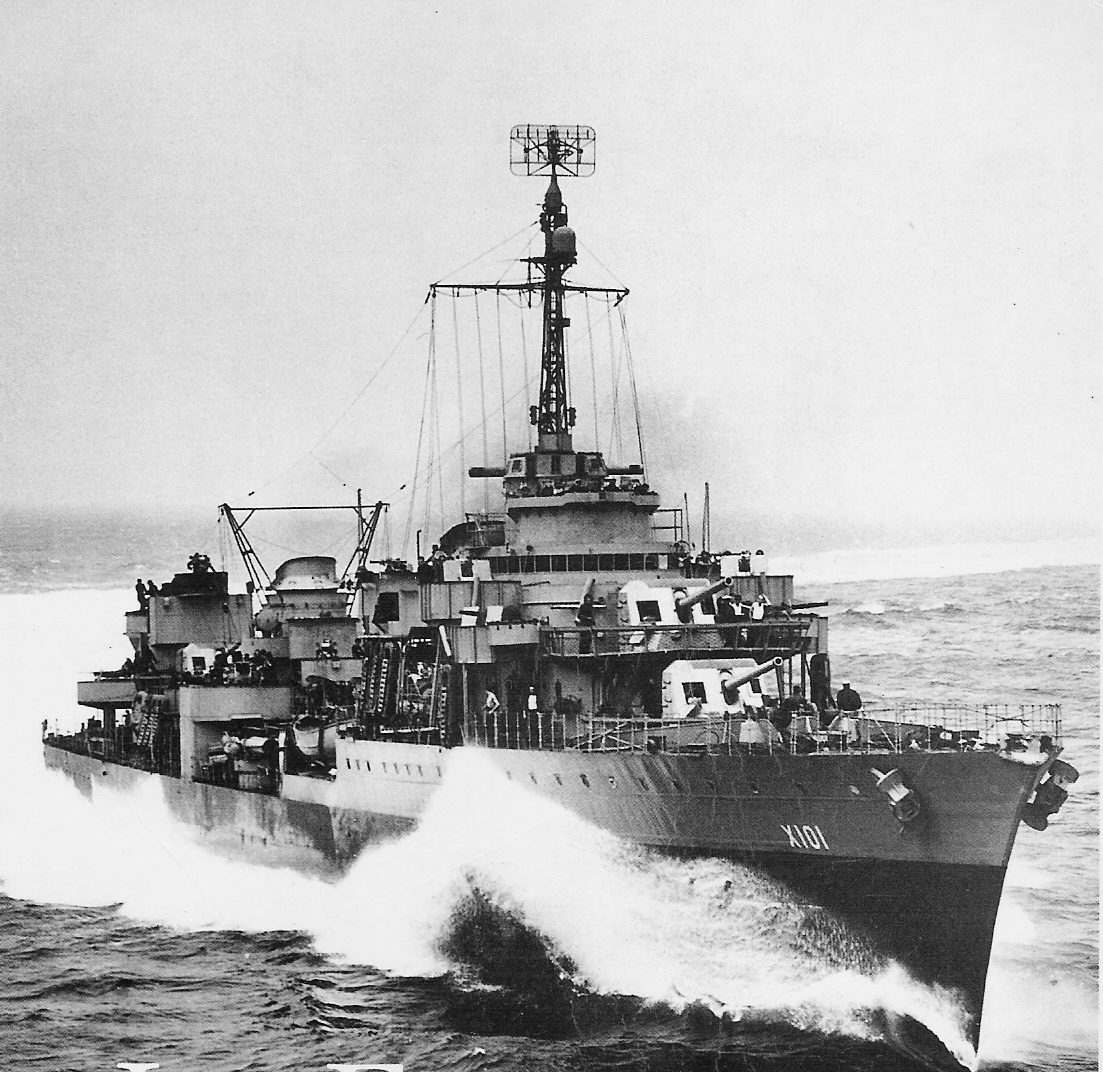
Il cacciatorpediniere Le Fantasque

Subito dopo la dichiarazione di guerra della Francia alla Germania, il 3 settembre 1939, la Force de Raid salpò dai suoi ancoraggi di Brest per andare a pattugliare la costa davanti Casablanca e impedire incursioni della marina tedesca contro i porti del Marocco. A partire dal 5 ottobre 1939, la Force de Raid partecipò alla caccia della corazzata tascabile tedesca Admiral Graf Spee nell'Atlantico in coppia con le unità della Royal Navy: il grosso delle navi di Gensoul formò la Force L per pattugliare l'Atlantico del nord da Brest, mentre l'incrociatore Strasbourg fu inviato a unirsi ai britannici HMS Hermes e HMS Neptune per sorvegliare la zona delle Indie occidentali come Force N; la Bearn, dimostratasi troppo lenta per poter operare con le altre unità della Force de Raid, fu ben presto distaccata per operare come da nave da trasporto per gli aerei acquistati dalla Francia nelle fabbriche degli Stati Uniti d'America.
La Force L fornì copertura al convoglio KJ4 in rotta da Kingston alle Isole britanniche per prevenire attacchi dalla corazzata tedesca Deutschland nell'Atlantico settentrionale. Dopo infruttuose ricerche della Graf Spee, lo Strasbourg lasciò Dakar il 21 novembre e rientrò a Brest il 27 novembre dopo essersi incontrato con tre cacciatorpediniere di scorta; l'incrociatore salpò di nuovo in dicembre per unirsi al britannico HMS Neptune e dirigersi a sud dopo i fatti della battaglia del Río de la Plata che coinvolsero la Graf Spee, ma rientrò alla base dopo che la corazzata tedesca si fu autoaffondata a Montevideo il 17 dicembre.
La Force de Raid al completo lasciò Brest il 27 aprile 1940 per trasferirsi nella base di Mers-el-Kébir in Algeria, una mossa volta a fronteggiare un imminente ingresso in guerra del Regno d'Italia a fianco della Germania. La resa della Francia il 22 giugno 1940 sorprese la Force de Raid ancora nella base algerina; il governo britannico era fortemente timoroso che la flotta francese, e in particolare le moderne navi di Gensoul, potessero cadere in mano ai tedeschi per effetto dell'armistizio, e prese subito severi provvedimenti perché ciò non avvenisse. Il 3 luglio 1940 la Force H britannica si presentò davanti Mers-el-Kébir intimando ai francesi di unirsi a lei o dirigere su un porto neutrale per farsi internare; davanti al rifiuto di Gensoul, le unità britanniche bombardarono le navi francesi ferme all'àncora. Le unità della Force de Raid rientrarono quindi a Tolone dove furono riaggregate alla flotta da battaglia della Francia di Vichy.

## Ordine di battaglia

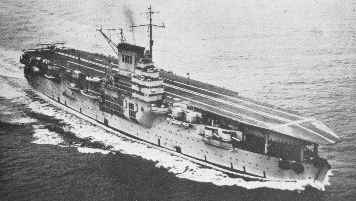
L'anziana portaerei Béarn

Ordine di battaglia della Force de Raid al settembre 1939:
1re escadre
- Portaerei Béarn
- 1re division de ligne
  - Incrociatori da battaglia Dunkerque e Strasbourg
- 4e division de croiseurs
  - Incrociatori leggeri Gloire, Montcalm e Georges Leygues

2e escadre légère
- 6e division de contre-torpilleurs
  - Cacciatorpediniere Mogador e Volta
- 8e division de contre-torpilleurs
  - Cacciatorpediniere L'Indomptable, Le Malin e Le Triomphant
- 10e division de contre-torpilleurs
  - Cacciatorpediniere Le Fantasque, L'Audacieux e Le Terrible